# Stumpvinklet trekant
En stumpvinklet trekant er en trekant, hvor én af vinklerne er mere end 90 grader. Da summen af de tre vinkler altid er 180 grader, må de to andre vinkler være mindre end 90 grader tilsammen.
Hvis trekanten har én vinkel på nøjagtig 90 grader betegnes den retvinklet. Hvis alle tre vinkler er under 90 grader betegnes den spidsvinklet.
| Dodekaeder | Spire Denne artikel om geometri er en spire som bør udbygges. Du er velkommen til at hjælpe Wikipedia ved at udvide den. |